# Penjoll amb Sant Jordi
Penjoll amb Sant Jordi és una joia (fosa en or, esmalt translúcid finestrat, esmalt "basse-taille", diamants i robins) de 4,6 x 3,6 x 0,8 cm realitzat a Barcelona per Lluís Masriera i Rosés cap a 1901-1902, la qual es troba al Museu Nacional d'Art de Catalunya.

## Context històric i artístic
Cap al 1900 concloïa el regnat del diamant, emprat en abundància al segle xix amb motiu del descobriment de les mines de Ciutat del Cap, a Sud-àfrica. Les creacions de René Lalique, Georges Fouquet o Henri Vever, en les quals predomina per damunt de tot el disseny, trenquen radicalment amb el corrent de moda de la segona meitat del segle xix, que valorava la joia per la seua grandària i pel pes de la pedreria. El paral·lel en l'àmbit català fou Lluís Masriera i Rosés, el representant més destacat de la jove generació d'una nissaga d'argenters i pintors. Amb el canvi de segle, en ple esclat del modernisme català, Lluís Masriera va assumir la direcció artística del taller familiar, després d'haver consolidat i perfeccionat els seus coneixements tècnics a Ginebra i París. De retorn a Barcelona i amb vista a afrontar la dura competència del mercat, renova la producció del taller familiar en dues línies d'actuació: cercar la màxima depuració tècnica i tindre cura de la renovació dels dissenys, que superen les formes eclèctiques del període de la Restauració borbònica.
Fou adquirida pel MNAC l'any 1966 i el seu número del catàleg és el 71983.

## Descripció
Les aus, entre les quals destaquen els paons i les grues, les flors i els insectes (especialment les papallones i els espiadimonis), i també les figures al·legòriques com ara les fades i les nimfes deliqüescents, de disseny clarament japonitzant, són els temes habituals dels penjolls, fermalls, botons de puny i braçalets de Lluís Masriera, els quals causen sensació en els aparadors de la joieria Masriera, al carrer de Ferran de Barcelona. Tampoc no es pot oblidar el tema de Sant Jordi matant el drac, d'un marcat accent catalanista, plasmat en aquest penjoll, acuradament treballat a l'anvers i al revers i que ha esdevingut una peça clau del modernisme: Sant Jordi apareix dalt del cavall envoltat pel drac alat que porta un diamant a la boca (potser una zirconita). L'obra excel·leix per la policromia matisada, aconseguida a partir de la combinació de l'or com a metall base, les pedres precioses i l'esmalt finestrat i basse-taille, que obre un ventall de possibilitats cromàtiques inaudites.